# Parque nacional de Hat Noppharat Thara-Mu Ko Phi Phi
El Parque nacional marino de Hat Noppharat Thara-Mu Ko Phi Phi (en tailandés, อุทยานแห่งชาติหาดนพรัตน์ธารา-หมู่เกาะพีพี) es un área protegida del sur de Tailandia, en la provincia de Krabi. Tiene 387,90 kilómetros cuadrados de extensión. Fue declarado en 6 de octubre de 1983.
Presenta arrecifes de coral. La orografía de esta zona costera se caracteriza por montañas de caliza accidentadas, siendo el pico más alto el Khao Hang Nak con 498 m s. n. m.